# インターコープ宣教会
インターコープ宣教会（インターコープせんきょうかい、朝鮮語: 인터콥선교회）は、1983年に大韓民国で設立された宣教機関である。
1974年のローザンヌ誓約にもとづいて、キリスト教の福音宣教が困難とされる北緯10度から40度の地域「10/40の窓」において開拓宣教を進めることが目的とされている。